# Belonging
Belonging er en britisk stumfilm fra 1922 af Floyd Martin Thornton.

## Medvirkende
- Hugh Buckler som Charles Carton
- Barbara Hoffe som Sara Lansdale
- William Lenders som Desanges
- Cecil Barry som Julian Guise
- George Garvey som Dominique Guise
- Leo Pinto som Anatole Colin
- Winifred Harris som Lady Diana